# Кременівка (Дніпропетровська область)
Кремені́вка — село в Україні, у Чернеччинській сільській громаді Самарівського району Дніпропетровської області. Населення за переписом 2001 року становить 247 осіб.

## Географія
Село Кременівка знаходиться за 2 км від лівого берега річки Заплавка, примикає до села Заплавка, на відстані 1,5 км розташоване села Дмухайлівка. По селу протікає пересихаючий струмок з загатою.

## Історія
1886 року поселення Кременівські Хутори входили до Чернеччинської волості Новомосковського повіту. Тут мешкало 572 особи. Тут було 110 подвірь.
1989 року за переписом тут проживало приблизно 270 осіб.